# Собор Святого Павла (Саскатун)
Собор святого Павла (англ. St. Paul’s Cathedral) — католический храм в городе Саскатун провинции Саскачеван (Канада), кафедральный собор епархии Саскатуна.

## История
Краеугольный камень храма был заложен премьер-министром Канады Уилфридом Лорье 25 июля 1910 года. В 1911 году завершилось строительство церкви, которая была освящена архиепископом архиепархии святого Бонифация Луи-Филипом Ланжевеном. В 1912 году были установлены колокола и приобретён орган. Первоначально церковь святого Павла была приходским храмом. С 1921 года церковь святого Павла стала прокафедральным собором архиепархии святого Бонифация. С 1934 года, когда Святым Престолом была учреждена епархия Саскатуна, церковь стала кафедральным собором этой епархии.
В 1945 году в храме были установлены витражи в память о прихожанах, погибших во время Второй мировой войны.
В 1976 году церковь незначительно пострадала от пожара, после которого были обновлены витражи.